# بون قاولد
بون قاولد (بالإنجليزية: Boon Gould)‏ هو موسيقي وكاتب أغاني وعازف قيثارة بريطاني، ولد في 4 مارس 1955 في Shanklin ‏ في المملكة المتحدة، وتوفي في 30 أبريل 2019 في دورست في المملكة المتحدة.

## وصلات خارجية
- بون قاولد على موقع IMDb (الإنجليزية)
- بون قاولد على موقع ميوزك برينز (الإنجليزية)
- بون قاولد على موقع أول ميوزيك (الإنجليزية)
- بون قاولد على موقع ديسكوغز (الإنجليزية)